# آنمیتسو
آن میتسو (به ژاپنی: あんみつ Anmitsu) یکی از انواع دسرهای ژاپنی است.